# Ермолкинский сельсовет
Ермолкинский сельсовет — муниципальное образование в Белебеевском районе Башкортостана.

## История
Согласно «Закону о границах, статусе и административных центрах муниципальных образований в Республике Башкортостан» имеет статус сельского поселения.

## Население
| 2002  | 2009  | 2010  | 2012  | 2013  | 2014  | 2015  |
| ----- | ----- | ----- | ----- | ----- | ----- | ----- |
| 1708  | ↘1532 | ↗1695 | ↘1652 | ↘1572 | ↘1502 | ↘1433 |
| 2016  | 2017  |       |       |       |       |       |
| ↘1381 | ↘1332 |       |       |       |       |       |

## Состав сельского поселения
| № | Населённый пункт  | Тип населённого пункта       | Население |
| - | ----------------- | ---------------------------- | --------- |
| 1 | Ермолкино         | село, административный центр | ↗625      |
| 2 | Баймурзино        | деревня                      | ↗409      |
| 3 | Аделькино         | село                         | ↘304      |
| 4 | Малоалександровка | село                         | ↗267      |
| 5 | Новая Деревня     | деревня                      | ↘17       |
| 6 | Савкино           | деревня                      | ↘57       |
| 7 | Верхнеермолги     | деревня                      | →10       |
| 8 | Михайловский      | деревня                      | ↗6        |
| 9 | Елизаветино       | село                         | ↘0        |

### Упразднённые населённые пункты
- поселок  Сергеевский — в 2005 году

В 1984 году из сельсовета были исключены выселенные деревня Вознесенка и Посёлок участка горместпрома.